# Boeing 707
Boeing 707 – samolot pasażerski, wąskokadłubowy, dalekiego zasięgu, produkowany przez Boeing, w służbie od 1958 roku. Dzięki dużej prędkości, zasięgowi i liczbie miejsc odznaczał się ekonomicznością w eksploatacji. Był pierwszym pasażerskim odrzutowcem, który odniósł sukces komercyjny. Rodzina samolotów typu 707 położyła podstawy pod długoletnią dominację Boeinga na rynku producentów samolotów pasażerskich. Został wyparty przez model 747.

## Historia
Po odkryciu potencjału silników odrzutowych w lotnictwie komercyjnym, Boeing (przy olbrzymim ryzyku finansowym) zdecydował się na rozwój konstrukcji odrzutowego samolotu transportowego, który mógłby spełnić wojskową rolę powietrznego tankowca, a jednocześnie byłby łatwy do zaadaptowania jako samolot pasażerski. Prototyp powstały w wyniku tego eksperymentu, znany jako 367 Dash 80, odbył pierwszy lot 16 czerwca 1954 roku. United States Air Force zamówiły powiększoną wersję z poszerzonym kadłubem (do 12 stóp, przy 11 stopach w samolocie Dash 80). W efekcie powstała maszyna o nazwie KC-135 (powietrzny tankowiec/samolot transportowy) – wyprodukowano ponad 800 sztuk. Z początku Boeing planował sprzedawać liniom lotniczym samolot o takich samych rozmiarach jak KC-135. Jednakże klienci wyrazili zapotrzebowanie na jeszcze większy samolot – tak powstał model 707, wydłużona konstrukcja z nieco poszerzonym kadłubem (do 12 stóp i 4 cali).
Pierwszy produkcyjny Boeing 707 (model 707-120 dla linii Pan-Am) poleciał 20 grudnia 1957 roku i wszedł do służby w następnym roku. Powstało kilka wersji samolotu: podobny 707-220, krótszy 138 dla linii Qantas i wydłużony 707-320, który odbył pierwszy lot w czerwcu 1959 roku. Modele 120 oraz 320 zostały później wyposażone w nowe silniki typu JT3D (w miejsce oryginalnych JT3 i JT4) i uzyskały nowe oznaczenie 707-120B oraz 707-320B. Na początku lat 60. Boeing 707-320B Intercontinental Jet-Clipper rozpoczął loty na linii Nowy Jork - Buenos Aires. Była to wówczas najdłuższa linia na świecie pokonywana bez międzylądowania (8712 km, czas lotu 10 godz. 15 min.). Boeing 707-320C był modelem przejściowym, a 707-420 był napędzany silnikami RollsRoyce Conways. Ponadto we wczesnych latach 70. były próby użycia silników CFM-56 (w modelu 707-700), lecz rozwiązanie to nie weszło do produkcji.
Większość pozostających w służbie Boeingów 707 zostało przerobionych na maszyny transportowe.

## Boeingi 707 w wersjach wojskowych

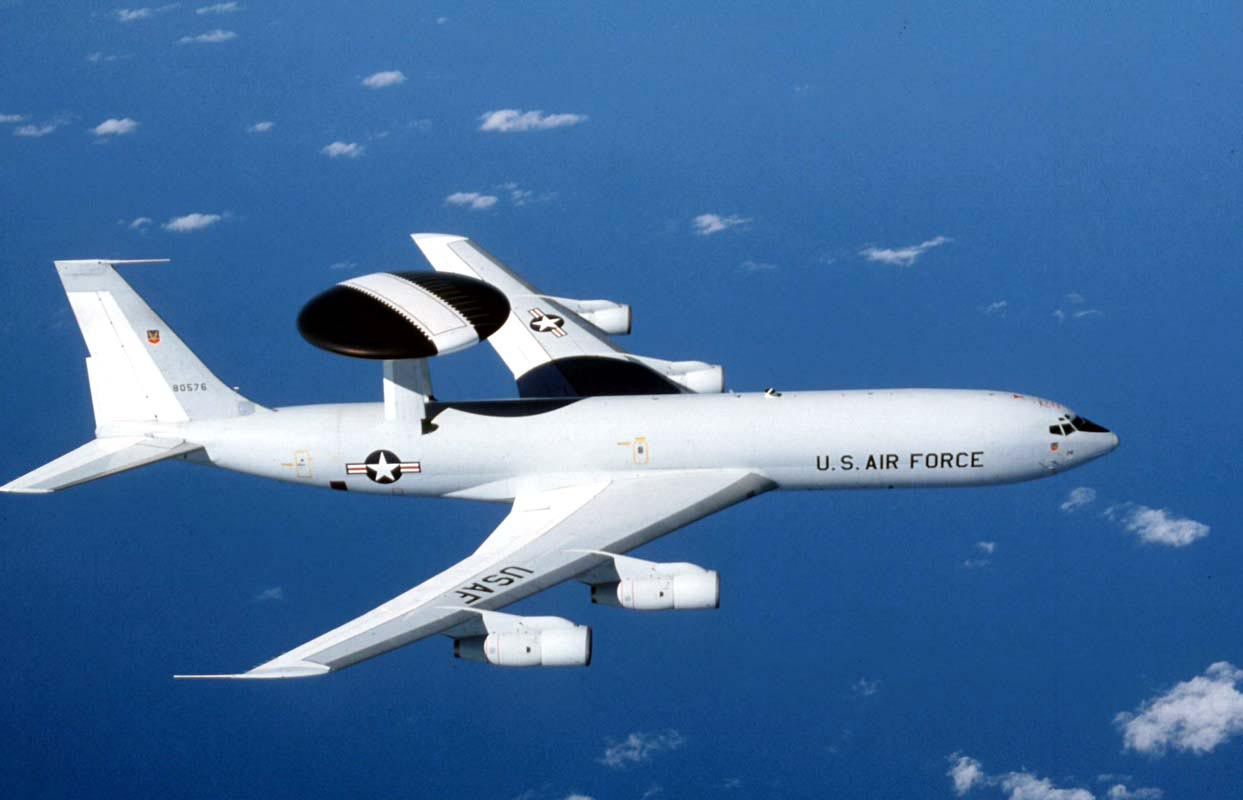
Boeing 707 w wersji wojskowej – E-3 Sentry

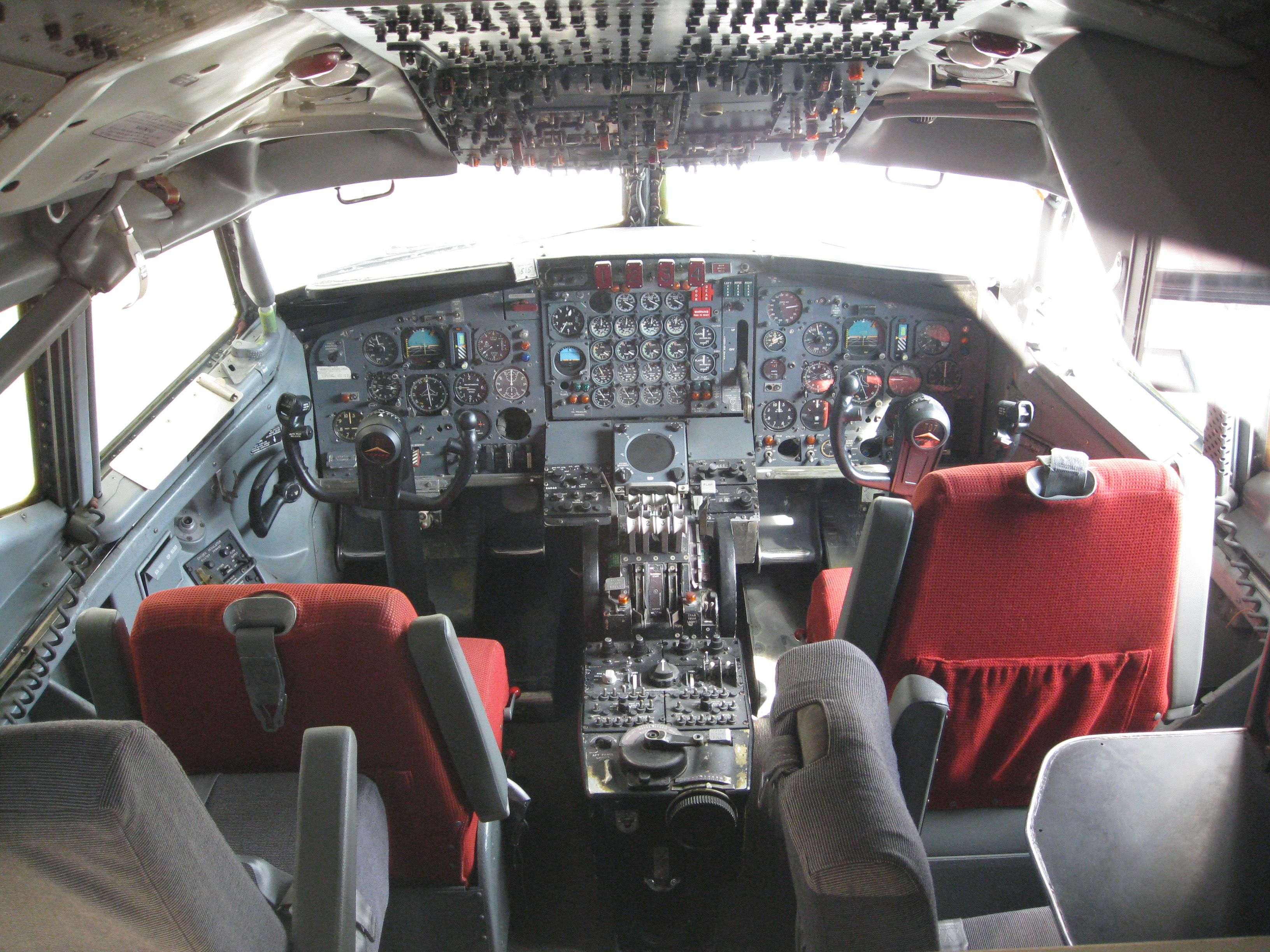
Boeing 707 – kokpit

Siły lotnicze wielu państw zdecydowały się na zakup samolotów serii 707, nowych lub używanych, z przeznaczeniem do transportu ogólnego, użycia jako tankowce powietrzne oraz jako samoloty walki elektronicznej. Na bazie 707 powstało także kilka innych znanych konstrukcji:
- E-3 Sentry to wyspecjalizowane powietrzne centrum wczesnego ostrzegania (AWACS), charakteryzujące się wielkim, obrotowym talerzem nad kadłubem, zbudowano 68 sztuk.
- E-6 Mercury pełni w marynarce USA funkcję jednostki TACAMO (Take Charge and Move Out) – pomaga w utrzymaniu łączności z atomowymi okrętami podwodnymi, zbudowano 16 sztuk.
- E-8 J-Stars (Joint Surveillance Target Attack Radar System) spełnia funkcję centrum dowodzenia nad polem bitwy, zbudowano 17 sztuk na bazie używanych 707.
- C-18 – osiem używanych 707-323C od AA (C-18A), przebudowane na wersje C-18B (1 sztuka), EC-18B (4, pierwotne oznaczenie E-7 ARIA), EC-18C (1 prototyp J-STAR), EC-18D (2), dwa 707-331 od TWA jako TC-18E do treningu załóg E-3, dwa 707-382 od TAP do treningu załóg E-6.
- C-137 – trzy nowe 707-153 do transportu prezydenta od 1959 roku z kabiną dla 22 pasażerów jako VC-137A, VC-137B po wymianie silników na JT3D-3, C-137B gdy powróciły do roli transportowców. Dwa nowe 707-353B (SAM 26000 w 1961, SAM 27000 w 1972) jako VC-137C do roli Air Force One. Dawne VC-137C, zarekwirowany 707-396C i używany 707-382B do celów transportowych oznaczono C-137C. EC-137D to początkowe oznaczenie dla E-3A, oznaczenie przejęte przez używany 707-355C do dowodzenia operacjami specjalnymi.
- CC-137 Husky – pięć nowych 707-347C dla Canadian Forces, zakupione 1970-1971, w tym dwa w roli latających cystern.
- KC-137 – cztery używane 707-320C dla Brazylii (FAB) przebudowane na latające cysterny.
- EC-707 „Cóndor” – jeden samolot dla Chile (FACh) przebudowany przez IAI na samolot dowodzenia i wczesnego ostrzegania z radarem EL/M-2075 Phalcon, w Izraelu przebudowano dla Chile dwa tankowce KC-707 „Águila”.
- KE-3A – osiem tankowców na bazie E-3A dla Arabii Saudyjskiej (RSAF), trzy przebudowano na samoloty SIGINT RE-3A.
- 707-3J9C – 14 powietrznych tankowców dla Iranu (IIAF), w tym trzy z salonką dla pasażerów, jeden przebudowano na maszynę SIGINT, piętnasty 707 tylko do przewozu VIP.
- 707T/T – dwa używane samoloty do roli tankowców dla Włoch (AMI), dwa kolejne jako transportowce.
- 707 „Re’em” – Izrael zakupił około 14 707 w celu konwersji na samoloty specjalne, w tym 8 na latające cysterny oznaczone KC-707 „Saknaj”, inne na rozpoznawcze RC-707 „Barbur” oraz walki elektronicznej i dowodzenia EC-707 „Czasida”.
- T.17 – oznaczenie wojskowe dla używanych 707 w Hiszpanii (EdA), dwa 707-331B w roli tankowców TK.17, jeden 707-351C typu SIGINT oznaczony TM.17, jeden T.17 służy jako transportowiec, w przeszłości używane też do transportu VIP.

Wiele wojskowych 707 nie otrzymało specjalnych oznaczeń, Israel Aerospace Industries przeprowadziło konwersję na tankowce 19 707 dla Izraela (8), Australii (4), Chile (2), Kolumbii (1), RPA (2) i Wenezueli (2). Inne kraje w tym Angola, Argentyna, Indonezja, Liberia, Maroko, Niemcy, Pakistan, Peru, Portugalia, Rumunia używały lub nadal wykorzystują 707 do celów transportowych, w tym transportu VIP.

## Konstrukcja
Całkowicie metalowy dolnopłat. Kadłub ciśnieniowy, półskorupowy z wręgami i podłużnicami. Powierzchnie sterowe poruszane mechanicznie, ster kierunku ze wspomaganiem hydraulicznym. Statecznik pionowy powiększony względem oryginału na żądanie władz brytyjskich.
Skrzydła z krawędziami natarcia pod kątem 35 stopni. Geometria taka powodowała niestabilność lotu zwaną „Dutch roll” wobec czego samolot wyposażono w system „Yaw Damper”. Skrzydła posiadały zintegrowane zbiorniki paliwa. Klapy Kruegera na krawędzi natarcia, klapy jednoszczelinowe na krawędzi spływu. Cztery panele spoilerów. Dwa zestawy lotek: zewnętrzne małych prędkości, blokowane po schowaniu klap, wewnętrzne dużych prędkości. Lotki poruszane mechanicznie, z klapkami Flettnera. Wszystkie powierzchnie na skrzydle (oprócz lotek) poruszane hydraulicznie. Klapy z awaryjnym elektrycznym mechanizmem poruszania.
Napęd oryginalnie stanowiły cztery, montowane na pylonach, silniki turboodrzutowe JT3C, większość egzemplarzy wyposażono jednak w silniki JT3D. Trzy (dwa w wersjach o krótszym zasięgu) z silników posiadały turbokompresory, zamontowane w pylonach, dostarczające sprężone powietrze. Silniki wyposażone w odwracacze ciągu.
Podwozie przednie z dwoma kołami, chowane do kadłuba. Podwozie główne w postaci dwóch czterokołowych wózków, chowane do skrzydeł.
Mechanizm chowania, jak i wyciągania hydrauliczny. Podwozie główne wyposażone w hamulce operowane hydraulicznie. Podwozie w pozycji wciągniętej całkowicie schowane.

## Produkcja
Produkcja komercyjna Boeinga 707 zakończyła się w 1978 roku. Powstało w sumie 878 egzemplarzy tego samolotu w różnych wersjach. Ograniczona produkcja wersji wojskowych trwała do roku 1994. Największymi odbiorcami były linie: American Airlines (128), Trans World Airlines (127), Pan American World Airways (126), Northwest Airlines (49), Air France (38), Qantas (34), Lufthansa (31), British Airways (29), United Airlines (29), Continental Airlines (26). Obecnie w służbie jest około 150 sztuk tej maszyny, w większości wojskowych.
| Suma | 1994 | 1993 | 1992 | 1991 | 1990 | 1989 | 1988 | 1987 | 1986 | 1985 | 1984 | 1983 | 1982 | 1981 | 1980 | 1979 | 1978 | 1977 | 1976 |
| 1010 | 1    | 0    | 5    | 14   | 4    | 5    | 0    | 9    | 4    | 3    | 8    | 8    | 8    | 2    | 3    | 6    | 13   | 8    | 9    |
| 1975 | 1974 | 1973 | 1972 | 1971 | 1970 | 1969 | 1968 | 1967 | 1966 | 1965 | 1964 | 1963 | 1962 | 1961 | 1960 | 1959 | 1958 | 1957 | 1956 |
| 7    | 21   | 11   | 4    | 10   | 19   | 59   | 111  | 118  | 83   | 61   | 38   | 34   | 68   | 80   | 91   | 77   | 8    | 0    | 0    |

## Wypadki
Samoloty tego typu brały udział w 241 wypadkach.
- Katastrofa lotu Sabena 548 – W czasie podchodzenia do lądowania maszyna runęła na ziemię, życie straciły 72 osoby z maszyny i 1 osoba na ziemi.
- Katastrofa lotu American Airlines 1 – 1 marca 1962 rozbił się Boeing 707-123B linii American Airlines, w katastrofie życie straciło 95 osób. Za przyczynę tragedii uznaje się utratę kontroli nad maszyną spowodowaną błędem obsługi technicznej.
- Katastrofa lotu Pan Am 816 – 22 lipca 1973 Boeing 707-321B linii Pan Am runął do Oceanu Spokojnego. Zginęło 78 osób, jedna ocalała. Przyczyn nigdy nie ustalono.
- Katastrofa lotu PIA 740 – Boeing 707-340C linii Pakistan International Airlines rozbił się w wyniku pożaru na pokładzie. Zginęło 156 osób.
- Katastrofa lotu Korean Air 858 – Przyczyną tej katastrofy był wybuch bomby, życie straciło 115 osób.
- Katastrofa lotu Independent Air 1851 – W wyniku błędu pilota i nieporozumień pomiędzy pilotami a kontrolerami lotu, życie straciły 144 osoby.
- Katastrofa lotu Avianca 52 – W katastrofie spowodowanej brakiem paliwa zginęły 73 osoby, wypadek przeżyło 85 osób.

## Historia pierwszego egzemplarza
Prototyp serii 707, oznaczony kryptonimem Dash 80, służył przez 18 lat jako latające laboratorium, zanim w maju 1972 roku został przekazany do Smithsonian Air and Space Museum (muzeum lotnictwa). Mimo znaczącego wkładu, jaki ta konstrukcja wniosła w rozwój współczesnego lotnictwa cywilnego, nie znalazło się dla niej miejsce na wystawie i przez 18 lat spoczywała zakonserwowana na pustyni w Arizonie. W maju 1990 roku, za zgodą Smithsonian, Boeing zabrał odrzutowiec z powrotem do Seattle w celu pełnego odtworzenia i przywrócenia zdolności lotnych. Odnowiony Dash 80 odbył 15 lipca 1991 roku specjalny przelot nad pięcioma zakładami Boeinga w rejonie Zatoki Puget w celu uczczenia 75-lecia przedsiębiorstwa oraz 37 rocznicy swojego pierwszego lotu. Obecnie egzemplarz ten znajduje się w muzeum Boeinga.

## Parametry samolotu
| Porównywane modele    | Prototyp 367-80 (1954)                                   | Model 707-320B                                                   |
| --------------------- | -------------------------------------------------------- | ---------------------------------------------------------------- |
| Rozpiętość skrzydeł   | 39,6 m                                                   | 44,42 m                                                          |
| Długość               | 39,0 m                                                   | 46,6 m                                                           |
| Powierzchnia skrzydeł | 223 m²                                                   | 280 m²                                                           |
| Masa całkowita        | 86 184 kg                                                | 152 400 kg                                                       |
| Prędkość podróżna     | 885 km/h                                                 | 977 km/h                                                         |
| Zasięg                | 5681 km                                                  | 9913 km                                                          |
| Maksymalny pułap lotu | 13 106 m                                                 | 10 973 m                                                         |
| Jednostki napędowe    | Cztery silniki Pratt & Whitney JT3 o ciągu 4500 kg każdy | Cztery silniki Pratt & Whitney JT3D o ciągu 8100 kg każdy        |
| Kabina pasażerska     | Brak miejsc dla pasażerów w prototypie                   | 141 pasażerów w dwóch klasach lub 189 osób w klasie ekonomicznej |